# Elias Ymer
Elias Ymer (* 10. April 1996 in Skara) ist ein schwedischer Tennisspieler.

## Karriere
Elias Ymer spielt hauptsächlich auf der ATP Challenger Tour. Er konnte am Anfang seiner Karriere fünf Einzeltitel auf der Future Tour feiern. Sein Debüt auf der ATP World Tour gab er im Juli 2013 bei den SkiStar Swedish Open in Båstad, für die er eine Wildcard erhielt; in der ersten Runde des Hauptfeldes verlor er die Partie gegen Grigor Dimitrow trotz starker Leistung und dem Gewinn des ersten Satzes mit 7:5, 2:6 und 4:6. Im Oktober desselben Jahres gab er sein Debüt für die schwedische Davis-Cup-Mannschaft im Relegationsspiel gegen Dänemark. Dank seinem Sieg in der fünften Partie gegen Martin Pedersen schaffte sein Team den Verbleib in der Kontinentalgruppe I. Ein Jahr später war es wieder Ymer, der mit seinem Sieg gegen den Letten Jānis Podžus den Verbleib in der Kontinentalgruppe I sicherte.
2016 gewann er mit seinem Bruder Mikael die Doppelkonkurrenz in Stockholm. Die beiden standen dank einer Wildcard im Hauptfeld.

## Erfolge
| Legende (Anzahl der Siege)  |
| Grand Slam                  |
| ATP World Tour Finals       |
| ATP World Tour Masters 1000 |
| ATP World Tour 500          |
| ATP World Tour 250 (1)      |
| ATP Challenger Tour (6)     |

| ATP-Titel nach Belag |
| Hartplatz (1)        |
| Sand (0)             |
| Rasen (0)            |

### Einzel

#### Turniersiege
| Nr. | Datum             | Turnier                  | Belag         | Finalgegner             | Ergebnis  |
| --- | ----------------- | ------------------------ | ------------- | ----------------------- | --------- |
| 1.  | 14. Juni 2015     | Caltanissetta            | Sand          | Björn Fratangelo        | 6:3, 6:2  |
| 2.  | 17. April 2016    | Barletta                 | Sand          | Adam Pavlásek           | 7:5, 6:4  |
| 3.  | 20. August 2017   | Cordenons                | Sand          | Roberto Carballés Baena | 6:2, 6:3  |
| 4.  | 12. November 2017 | Mouilleron-le-Captif (1) | Hartplatz (i) | Yannick Maden           | 7:5, 6:4  |
| 5.  | 11. November 2018 | Mouilleron-le-Captif (2) | Hartplatz (i) | Yannick Maden           | 6:3, 7:65 |
| 6.  | 24. November 2018 | Pune                     | Hartplatz     | Prajnesh Gunneswaran    | 6:2, 7:5  |

### Doppel

#### Turniersiege
| Nr. | Datum            | Turnier   | Belag         | Partner     | Finalgegner              | Ergebnis |
| --- | ---------------- | --------- | ------------- | ----------- | ------------------------ | -------- |
| 1.  | 23. Oktober 2016 | Stockholm | Hartplatz (i) | Mikael Ymer | Mate Pavić Michael Venus | 6:1, 6:1 |